# 어윈 코리

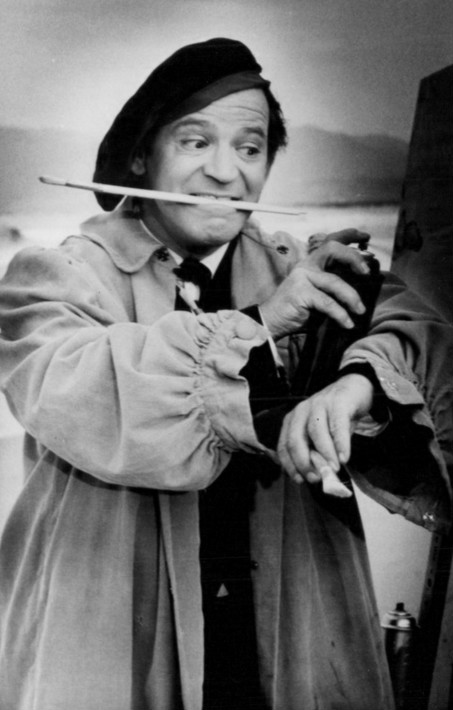

어윈 코리(Irwin Corey, 1914년 7월 29일 ~ 2017년 2월 6일)는 미국의 배우, 권투 선수이다.
브루클린에서 태어났으며 맨해튼에서 사망하였다.

## 영화
- 댓츠 애디쿼트 (1989년)
- 채터박스 (1977년)
- 포어 플레이 (1975년)
- 데이빗 프로스트 쇼 (1969년)
- 결혼을 어떻게 하나요 (1969년)